# Оде-де-Сион, Карл Карлович
Карл Карлович Оде-де-Сион (фр. Charles Constantin Audé de Sion; 26 апреля 1794 года, Варшава, Речь Посполитая — 28 мая [10 июня] 1858 года, Санкт-Петербург, Российская империя) — подполковник Русской императорской армии, кавалер российских и иностранных орденов. Участник Отечественной войны 1812 года. В качестве адъютанта сопровождал генерал-фельдмаршала князя Михаила Богдановича Барклая-де-Толли в Бородинской битве, был контужен и оставлен на излечение в Москве. После бегства из захваченного французами города его арестовали по ложному обвинению в связях с наполеоновской разведкой — дознание по этому делу контролировал лично главнокомандующий генерал-фельдмаршал Михаил Илларионович Кутузов. Очистив своё имя, вернулся в строй и отличился в нескольких сражениях заграничных походов русской армии, дважды вступал с союзными войсками в Париж. Затем служил во Франции в русском оккупационном корпусе графа Михаила Семёновича Воронцова. По возвращении в Российскую империю продолжил службу в Царстве Польском адъютантом генерала от инфантерии Фёдора Филипповича Довре, командира Литовского корпуса. Под руководством последнего отличился при проведении демаркационных работ на российско-австрийской государственной границе.
Оставив военную службу, поступил на государственную, где дослужился до чина статского советника. Был обер-контролёром Государственного контроля, чиновником по особым поручениям Гофинтендантской конторы. Неоднократно получал награждения за отличное исполнение служебных обязанностей. В 1839—1843 годах — вице-губернатор Саратовской губернии. Известен острым конфликтом с саратовским губернским предводителем дворянства Афанасием Алексеевичем Столыпиным, родственником Михаила Юрьевича Лермонтова, из-за своей принципиальной позиции по ряду вопросов, в том числе связанных с именем поэта. В результате оба участника ссоры лишились должностей и покинули Саратов.
Масон, член ложи «Соединённых друзей» в Санкт-Петербурге.

## Имена
Был крещён при рождении как Шарль Константин Оде-де-Сион (фр. Charles Constantin Audé de Sion) и под этим именем упоминается в европейских источниках. В России известен как Карл Карлович, хотя при поступлении на военную службу был внесён в списки лейб-гвардии Литовского полка как де Сион, Яков Викторович. В частной переписке и некоторых официальных документах его фамилия встречается в сокращённой форме — Сион.

## Биография
Шарль Константин Оде-де-Сион родился 26 апреля 1794 года и был крещён в Варшаве. Его отец, в то время — капитан, Карл Осипович Оде-де-Сион, савояр, принявший в 1791 году российское подданство, служил офицером по особым поручениям при главной квартире главнокомандующего русскими войсками в Польше и Литве генерал-аншефа барона Осипа Андреевича Игельстрёма. Сочетание богатого опыта службы во многих европейских армиях с учёной степенью доктора теологии позволили отцу позднее приобрести репутацию заслуженного военного педагога-практика, основать российский дворянский род и обзавестись обширными связями в высших кругах Санкт-Петербурга. Свою карьеру он закончил в чине генерал-майора. С перипетиями бурной биографии отца тесно связаны многие обстоятельства жизни его единственного сына — Шарля Константина. Мать — Каролина Ивановна Оде-де-Сион, в девичестве Каролина-София фон Циберт (нем. Caroline-Sophie von Ziebert; 1771—1830) родом из Бреслау. Поженившись в 1790 году, его родители проживали в собственном имении в Варшаве, которое мать получила в приданое. Там же в 1792 году родилась старшая сестра Шарля Константина, умершая ребёнком Августа Каролина Вильгельмина Оде-де-Сион (лат. Augustam Carolinam Wilhelmam Audé de Sion).

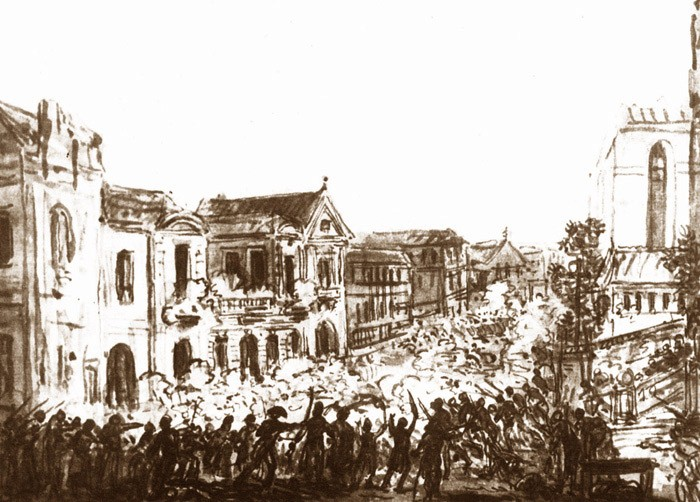
Штурм российского посольства в Варшаве 6 (17) апреля 1794 года

Всего за 20 дней до его рождения, ранним утром 6 апреля 1794 года, поляки учинили резню русского гарнизона, вошедшую в историю как Варшавская заутреня. Капитан Оде-де-Сион находился с начала восстания на службе при главнокомандующем. В ходе двухдневной обороны штаб-квартиры от мятежников он проявил особую храбрость и сумел невредимым пробиться с остатками отряда барона Игельстрёма через охваченную восстанием и мародёрством Варшаву в пригороды, под защиту передовых частей прусских союзников. Далее до сентября капитан Оде-де-Сион находился при главной квартире прусского короля, где помогал агенту русской императрицы принцу Нассау-Зигену собирать разведданные о ходе неудачной осады польской столицы. Когда пруссаки свернули своё участие в кампании, присоединился к русскому корпусу Александра Васильевича Суворова. Увидеть новорождённого сына, Шарля Константина, и жену капитану Оде-де-Сиону удалось лишь в конце осени 1794 года, когда русские войска вновь овладели Варшавой и положили конец восстанию. Разыскав семью, он узнал, что имение их разграблено и безвозвратно разрушено восставшими.
Весной 1796 года семья Шарля Константина перебралась в Санкт-Петербург, куда отец был приглашён воспитателем Аркадия Суворова — сына великого полководца. Сам фельдмаршал постоянно находился в войсках вдали от столицы, а затем в ссылке, поэтому его зять граф Николай Александрович Зубов поселил мальчика у себя в столичном доме. Однако в ноябре 1797 года Зубовы вынуждены были покинуть Санкт-Петербург, и тринадцатилетний Аркадий несколько месяцев проживал у своего воспитателя в одной небольшой квартире с четырёхлетним Шарлем Константином.

### Воспитанник Пажеского корпуса
20 октября 1802 года под русским именем Карл Карлович был зачислен в Пажеский корпус, куда незадолго до этого на должность инспектора классов был назначен его отец. В одном классе с ним воспитывались такие известные впоследствии лица, как Владимир Адлерберг, Николай Пущин, Василий Ушаков, а с 1810 года к ним присоединился будущий декабрист Павел Пестель. 5 июля 1809 года за успехи в образовании Карл Карлович был произведён в камер-пажи. Согласно положению 1802 года, этой чести могли быть удостоены только те воспитанники выпускного, четвёртого класса (обучение в одном классе занимало два календарных года), о которых можно было сказать, что «возвышены они в настоящий ранг по особливой милости монарха, единственно за отличие в учении и поведении». В декабре 1811 года состоялись выпускные экзамены. В числе прочих камер-пажей он набрал необходимые баллы по общеобразовательным предметам. Впервые в истории Корпуса император пожелал лично проэкзаменовать их выпуск на знание фронтовой службы. К неудовольствию государя, строевая подготовка оказалась довольно слабой, поскольку пажи посвящали ей только один месяц летом. Карл Оде-де-Сион и Василий Ушаков экзамен этот не выдержали, производство их в офицеры было отложено.

### Военная карьера (1812—1829)
Несмотря на провал выпускного экзамена, 30 декабря 1811 года Карл Карлович под именем Якова Викторовича де Сиона был произведён в прапорщики только что сформированного лейб-гвардии Литовского полка, где уже состояли офицерами его товарищи по Пажескому корпусу: Павел Пестель, Владимир Адлерберг, Николай Пущин, Михаил Лукашевич, Михаил Окунев, Платон Беклешов и Василий Ушаков.

#### Отечественная война 1812 года
С первого дня Отечественной войны находился в составе своего полка в 5-м гвардейском корпусе 1-й Западной армии, действовавшей против Наполеона на территории Польши и России. Однако до Бородинского сражения поучаствовать в боях не довелось, поскольку его корпус был резервным.
16 августа 1812 года прапорщик Оде-де-Сион был назначен «бессменным ординарцом от всей гвардии» главнокомандующего 1-й Западной армией и военного министра генерала от инфантерии Михаила Богдановича Барклая-де-Толли. Эта должность не сулила лёгкой или безопасной службы, поскольку сам главнокомандующий был примером безупречного к ней отношения и от подчинённых требовал чёткого и пунктуального исполнения приказов. Кроме того, в период отступления именно на ординарцев ложилась основная тяжесть управления войсками. По воспоминаниям Владимира Ивановича Левенштерна, одного из адъютантов главнокомандующего:

<…> никто не знал, как мы были деятельны по ночам, ибо на следующее утро Барклай был первым па лошади <…>— 
По ночам ординарцы и адъютанты разрабатывали так называемые диспозиции, содержащие информацию о маршрутах, точном расписании движения и остановках каждого корпуса, дивизии или полка. Днём они же доставляли на места приказы и распоряжения, порой непосредственно на поле боя, рискуя погибнуть или попасть в плен, а также распоряжались от имени главнокомандующего движением и размещением войск на постой.

#### Бородино, ранение, побег из Москвы
На следующий день после назначения Оде-де-Сиона Барклай-де-Толли вынужден был сдать верховное командование прибывшему в войска генералу от инфантерии светлейшему князю Михаилу Илларионовичу Кутузову, сохранив за собой лишь посты военного министра и командующего 1-й Западной армией. 23 августа прапорщик Оде-де-Сион из ординарцев был переведён в адъютанты Барклая-де-Толли.
26 августа 1812 года при Бородине состоялось боевое крещение лейб-гвардии прапорщика Оде-де-Сиона. В тот день под генералом от инфантерии Барклаем-де-Толли было убито и ранено пять лошадей. Очевидцы передают, что создавалось впечатление, будто военный министр намеренно «ищет смерти», подставляясь под огонь и даже лично участвуя в стычках с противником. Однако сильнее всего пострадали офицеры его свиты — Карл Карлович получил контузию ядром в грудь и левую руку, ещё двое его товарищей-адъютантов погибли, а пятеро ординарцев были ранены.
После контузии Оде-де-Сион находился в Москве на излечении, в доме генерал-майора Александра Ивановича Татищева. Узнав, что русские войска оставили город, попытался бежать, но не успел. Чтобы не попасть в плен, переоделся простолюдином — французы, принимая его за простого мужика, заставляли носить воду и тушить пожары; приходилось ему сносить и побои. 12 сентября ночью Оде-де-Сиону всё же посчастливилось бежать из Москвы и добраться до аванпостов особого «летучего» кавалерийского отряда генерал-майора барона Фердинанда Фёдоровича Винцингероде, прикрывавшего Тверской тракт в Клину. Там его узнали и тепло приняли, а хороший знакомый полковник князь Сергей Григорьевич Волконский временно приютил его у себя.

#### «Дело» Ружанского
Из отряда Винцингероде Карл Карлович по собственному желанию был отправлен на главную квартиру армии, где рассчитывал вернуться к обязанностям адъютанта, однако не застал Барклая-де-Толли в войсках, поскольку тот, испросив отпуск, отбыл в собственное имение. Как писал московский генерал-губернатор граф Фёдор Васильевич Ростопчин министру полиции Александру Дмитриевичу Балашову, «ненависть народа к военному министру произвела его в изменники потому, что он не русский». Подобное же отношение распространялось и на офицеров иностранного происхождения из его окружения. К тому же возвращение прапорщика Оде-де-Сиона, переодетого купцом, из оккупированной врагом столицы вызывало у многих подозрения.
В то же самое время на главной квартире происходило дознание в отношении некоего Ружанского, капитан-исправника из Дорогобужа. Он был резидентом французской разведки ещё во времена Смоленского сражения. Позднее его перевербовала русская контрразведка и использовала в качестве надёжного канала дезинформации противника во время оккупации Москвы до тех пор, пока дежурный генерал штаба армии Пётр Петрович Коновницын случайно не разболтал о его деятельности. Бесполезный теперь двойной шпион, которому по законам военного времени грозил расстрел, был доставлен к фельдмаршалу Кутузову на допрос. Там он дал показания на некоего русского офицера, якобы передававшего ему в Смоленске сведения, необходимые французской разведке, и личные письма вестфальскому королю Жерому Бонапарту — брату Наполеона.
После допроса главнокомандующий устроил опознание, в ходе которого Ружанский внезапно «узнал» своего осведомителя в прапорщике Оде-де-Сионе. Тот был тут же арестован и заключён во Владимирский острог, а дело его было передано следственной комиссии, учреждённой по инициативе московского генерал-губернатора графа Ростопчина. Однако на дознании прапорщик Оде-де-Сион категорически отрицал свою вину и в качестве свидетелей ссылался на дворовых генерал-майора Татищева, которые в точности подтвердили его показания. Свидетельство Ружанского было признано не заслуживающим доверия, и следственная комиссия, не обнаружив состава преступления, записала в журнале «отправить его, Сиона, куда следует». Фельдмаршал Кутузов лично распорядился удалить неудобного офицера из армии под конвоем в Воронеж.
Чтобы выручить попавшего в беду сына, Оде-де-Сион-старший задействовал свои обширные связи в кругах высшей петербургской знати. История с Ружанским стала известна самому императору, который потребовал у фельдмаршала Кутузова объяснений. Тот отрапортовал: 

По приметам, которые описывает Ружанский, взято некоторое подозрение лейб-гвардии Литовского полка на порутчика Сиона <…> о поступке Сиона я утвердительно сказать не могу, ибо, судя по решительному отрицательству его и слуги его, можно думать, что он и не принимал в преступлениях Ружанского участия <…> обстоятельство сие повергаю на высочайшее благоусмотрение вашего императорского величества.— Рапорт М. И. Кутузова Александру I о показаниях шпиона Ружанского. № 5, местечко Радошковичи, 25 ноября 1812 года.
2 февраля 1813 года Карл Карлович из Воронежа был отправлен под надзор отца в Санкт-Петербург, где дело его разбиралось в Комитете министров под председательством военного министра графа Сергея Кузьмича Вязмитинова.
4 февраля 1813 года генерал от инфантерии Барклай-де-Толли был возвращён из деревни и назначен командующим 3-й армией в заграничном походе. Отец Карла Карловича решил напомнить ему о своём сыне. Послание Барклаю-де-Толли он передал через бывшего пажа и ученика в масонстве подпоручика Павла Ивановича Пестеля, который как раз оправился от тяжёлой раны, полученной при Бородине, и спешно готовился к отъезду из родительского дома на главную квартиру армии в качестве адъютанта главнокомандующего, генерала от кавалерии графа Петра Христиановича Витгенштейна. Пестель согласился похлопотать за Карла Карловича, с которым они были не только одноклассниками, но и однополчанами. Догнав армию, действовавшую уже за границей, он в точности исполнил просьбу своего наставника:

Сион получил удовлетворительный ответ на письмо, которое вы передали от него ген[ералу] Барклаю-де-Толли, и он очень вас благодарит за услугу, которую вы ему оказали.— Письмо И. Б. Пестеля сыну П. И. Пестелю. С[анкт]-Петерб[ург], 17 июня 1813 года.
Благодаря заступничеству Барклая-де-Толли, император повелел возвратить Оде-де-Сиона на службу. Однако оставить всё ещё находящегося под подозрением в связях с противником офицера в лейб-гвардии не счёл возможным — 30 августа 1813 года Карл Карлович был переведён в Нашебургский пехотный полк 2-й бригады 9-й пехотной дивизии Корпуса Маркова 3-й Западной армии с присвоением, взамен гвардейского «прапорщик», общеармейского чина того же класса — «поручик». Решением Правительствующего сената и манифестом от 30 августа 1814 года все обвинения с поручика Оде-де-Сиона по «делу Ружанского» были сняты. Тем не менее, этот неприятный эпизод ещё долгое время негативно сказывался на его репутации: так, в конце XIX века мемуарист Сергей Дмитриевич Полторацкий вспоминал, что слухи о былом «переметничестве» Оде-де-Сиона всё ещё ходили в 1840-е годы.

#### Заграничные походы русской армии и оккупация Франции
Поручик Оде-де-Сион догнал наступающую русскую армию и приступил к должности адъютанта главнокомандующего — генерала от инфантерии графа Барклая-де-Толли — лишь в начале 1814 года уже на территории Франции. 8 марта 1814 года участвовал в битве при Арси-сюр-Обе — последнем сражении той кампании, в котором французскими войсками командовал лично император Наполеон I. Победу в этом сражении одержали союзные войска, центр которых составляли русские части Барклая-де-Толли. 13 марта участвовал в исключительно кавалерийском, со стороны союзных сил, сражении при Фер-Шампенуазе, в котором одной из атакующих частей командовал цесаревич Константин Павлович, а другой — сам император Александр I. 18 марта того же года отличился в кровопролитном взятии Парижа, после чего возвратился с войсками в Россию. Там он продолжил выполнять обязанности адъютанта Барклая-де-Толли, назначенного главнокомандующим 1-й армией, расквартированной в Польше. В апреле 1815 года в составе 170-тысячной русской армии под командованием генерал-фельдмаршала Барклая-де-Толли выступил с территории Польши после того, как 20 марта 1815 года император Наполеон I снова вошёл в Париж — начался период его власти, известный как «сто дней». Авангард русской армии уже переправился через Рейн, когда было получено сообщение о полном разгроме 6 июня наполеоновской армии в сражении под Ватерлоо и вторичном отречении Наполеона. 25 июня 1815 года поручик Оде-де-Сион в свите главнокомандующего участвовал в торжественном вступлении в Париж союзных русских, английских и прусских войск.
Свою службу он продолжил во Франции в составе русского оккупационного корпуса, дислоцированного в Нанси. 18 февраля 1816 года произведён в штабс-капитаны, а 31 марта освобождён от должности адъютанта генерал-фельдмаршала М. Б. Барклая-де-Толли. Был назначен комендантом небольшой деревни Каппель (фр. Cappel) на территории, подконтрольной русским войскам. Между тем в правительственных кругах России нарастало подозрительное отношение к личному составу оккупационного корпуса — считалось, что войска «заразились» во Франции чрезмерным либерализмом. Чтобы не допустить его дальнейшего распространения, по возвращении корпус предполагалось расформировать на отдельные полки или даже роты и распределить их по различным дивизиям и корпусам, в том числе и действующим на Кавказе. Будучи осведомлён об этих планах, благодаря своим обширным связям, полковник Оде-де-Сион принялся заблаговременно хлопотать о назначении сына гувернёром в Пажеский корпус, где сам по-прежнему занимал должность инспектора классов. Понимая, что успеху его ходатайства могут помешать былые подозрения по «делу Ружанского», он жаловался в письмах императору и министру народного просвещения князю Александру Николаевичу Голицыну на «удары судьбы» и «жестокие оскорбления», которые выпали на долю Карла Карловича. Однако ответа на его просьбу не последовало, и 11 ноября 1818 года штабс-капитан Оде-де-Сион покинул вместе со своим корпусом пределы Франции.

#### Служба в отдельном Литовском корпусе
Впрочем, и на Кавказ штабс-капитан Оде-де-Сион отправлен не был — 16 марта 1819 года его утвердили адъютантом генерала от инфантерии Фёдора Филипповича Довре (1764—1846), который 5 июля того же года возглавил отдельный Литовский корпус, расквартированный в Царстве Польском.
Ещё в мае 1815 года генерал Довре был командирован в Варшаву для организации работ по демаркации границ польских территорий, отошедших по решению Венского конгресса к Российской империи, с соседними державами — Прусским королевством и Австрийской империей. Генерал энергично взялся за эту задачу, но вскоре ему пришлось её отложить на несколько лет, поскольку он был командирован с особой миссией в Берлин. Вернувшись в Польшу в 1819 году, он возобновил демаркационные работы и привлёк к этой задаче своего нового адъютанта штабс-капитана Оде-де-Сиона. Ему было поручено сосредоточить усилия на границе с Австрийской империей, более протяжённой по сравнению с прусской. Эта была весьма нетривиальная задача, осложнённая значительной плотностью населения, ведущего на этих землях интенсивное хозяйство, и отсутствием на большей их части значительных естественных рубежей. В начале работ стороны условились при невозможности провести границу по руслам рек брать за основу «межи владений частных». Требовалось создать демаркационные документы, детально перечисляющие все деревни, хутора, иногда даже отдельные строения, вблизи которых проходила граница. Кроме того, нужно было составлять специальные подробные протоколы, регулирующие принадлежность речных островов, мостов, плотин, каналов и т. п. Помимо выпуска демаркационных документов, требовалось организовать на сухопутных участках и по берегам пограничных рек сооружение свыше 1900 парных пограничных столбов с гербами соответствующих государств и нумерацией, в среднем — 1 пара на 0,6 версты (около 650 м). Кроме того, необходимо было прорубать просеки в лесах по линии границы, а на полях и лугах распахивать «граничную черту» на ширину до 0,75 рейнской руты (около 3 м).
Служба Карла Карловича под началом генерала Довре была отмечена быстрым повышением в чинах. 11 марта 1820 года он был произведён в капитаны. В октябре следующего года переведён в Брестский пехотный полк, дислоцированный в Брест-Литовске, а уже 31 июля 1822 года повышен до майора. 16—26 сентября 1823 года хорошо показал себя во время смотра и манёвра отдельного Литовского корпуса и Польской армии под Брест-Литовском, которые принимал сам Александр I.
В самом начале 1827 года генерал Довре подал в отставку по болезни и получил орден Польского Белого Орла за подписание накануне в Бродах «Окончательного акта демаркации границы с Австрией — по отдельным её участкам». Его адъютант майор Оде-де-Сион, оставшись не у дел, поступил 1 декабря того же года во фронт полка. Прослужив ещё некоторое время, он 17 января 1829 года также вышел по болезни в отставку с повышением в чине до надворного советника. В июле того же года в Радивилове был подписан «Окончательный акт о демаркации границы между Россией и Австрией», которая по полноте и тщательности демаркации превосходила все остальные участки границы России. 26 августа Карл Карлович «по окончании демаркации за труды по этому предмету» получил чин коллежского советника всего через полгода после предыдущего повышения.

### На государственной службе в Санкт-Петербурге
3 сентября 1829 года Карл Карлович поступил в Министерство финансов чиновником для особых поручений. На следующий год с мая по ноябрь командирован членом Комиссии для построения зданий Технологического института, после чего уже в декабре был переведён из Министерства финансов в Провиантскую комиссию Государственного контроля в такой же должности. С 13 января по 15 февраля 1831 года исполнял обязанности обер-контролёра 1-го отделения Провиантской комиссии. Сразу после этого Карл Карлович был назначен к участию в регулярных заседаниях (так называемом «общем присутствии») Провиантской комиссии. При этом ему, как коллежскому советнику и кавалеру ордена Св. Владимира, была предоставлена привилегия сидеть во время этих заседаний на стуле, в то время как прочие чиновники седьмого класса и ниже должны были давать объяснения стоя. 19 мая 1831 года приступил к должности обер-контролёра во Временной контрольной комиссии для ревизии счетов Морского ведомства. 5 октября того же года повышен в чине до военного советника. 10 октября 1832 года в должности обер-контролёра возглавлял Временную контрольную комиссию по артиллерийской и инженерной части. 3 апреля 1835 года определён чиновником для особых поручений по Государственному контролю, а уже в мае уволен со службы по собственному прошению с переименованием в чин статского советника (в отставке). Через год 10 апреля вернулся на службу чиновником при Департаменте разных податей и сборов Министерства финансов с переименованием в прежний чин шестого класса — коллежский советник. 15 марта 1837 года командирован в Пятое отделение собственной Его Императорского Величества канцелярии, позже в том же году преобразованное в Министерство государственных имуществ.

### Саратовский вице-губернатор
24 октября 1839 года Карл Карлович заступил на пост вице-губернатора Саратовской губернии, где военным и гражданским губернатором тогда был генерал-майор Дмитрий Яковлевич Власов. Эта губерния в то время была одной из крупнейших административно-территориальных единиц Российской империи и занимала площадь около 194 000 км², а население её составляло до 1 750 000 человек. Губерния считалась особенно трудной в управлении — немногим из назначаемых туда в XIX веке губернаторов и вице-губернаторов удавалось сберечь служебную репутацию и карьеру: их нередко увольняли (зачастую не по их собственной вине) за различные упущения и нарушения, а некоторые были даже отданы под суд.
Саратов являлся административным, деловым, религиозным и культурным центром колонии поволжских немцев и других выходцев из Европы, лютеран или католиков. Поэтому дом нового вице-губернатора, близкого так называемой «Немецкой слободе» по вероисповеданию и происхождению, стал в те годы одним из главных мест светской жизни города. Немалая заслуга в этом принадлежала и его супруге Луизе Фёдоровне:

Я застала дома и хозяйку, и хозяина. Оба чрезвычайно вежливые и любезные. <…> Дом пани Оде-де-Сион очень богато украшен, во всём заметен вкус хозяйки, которая находит в этом удовольствие и умеет всё разместить наилучшим образом. Цветы, картины, мебель и различные безделушки поддерживают друг друга, чтобы произвести приятное впечатление.Оригинальный текст (пол.)Zastałam w domu i panią i pana. Oboje bardzo grzeczni uprzejmi.<…> Dom pani Ode de Sion bardzo ozdobnie urządzony, widno duch gospodyni, która w tym ma upodobanie, i umie z korzyścią rozmieścić wszystko. Kwiaty, malowidła, meble i różne fraszki, wspierają się nawzajem dla zrobienia miłego wrażenia.— Ева Фелинская, 25 сентября 1841 года, Саратов
На своём посту большое внимание Оде-де-Сион уделял улучшению работы пожарных, поскольку в засушливом климате Поволжья летом пожары были нередки и наносили серьёзный ущерб. Так, он добился того, что пожарная бригада выезжала в течение пяти минут после сигнала о появлении дыма и других признаков возгорания, что, по свидетельству современников, было небывалым достижением для большинства российских городов. Немало он сделал и для поддержания культуры и досуга колонистов. К примеру, был одним из попечителей первого досугового заведения города «Немецкого танцевального клуба», который в 1840 году организовал в своём доме владелец суконной фабрики Ф. И. Штейн. По уставу в клубе допускались танцы, чтение газет и других изданий, игра в карты и шахматы.
25 марта 1840 года вице-губернатор Оде-де-Сион был произведён в статские советники. В то же время происходил всероссийский розыск Винцентия Мигурского, одного из лидеров польского национально-освободительного движения. Несколькими месяцами ранее он задумал побег из города Уральска Оренбургской губернии, где отбывал ссылку вместе с женой, Альбиной (в девичестве — Висьнёвской; пол. Albina Wiśniowska). Для этого супруги Мигурские инсценировали самоубийство (утопление в реке) мужа, рассчитывая, что мнимая вдова, которая осуждена не была и находилась с мужем в Уральске добровольно, сможет вскоре вернуться в Польшу и вывезти его среди своих вещей в специальном ящике. Однако оренбургский военный губернатор Василий Алексеевич Перовский в отсутствии тела самоубийцы заподозрил неладное, задержал Альбину в Уральске и, чтобы удостовериться в смерти Винцентия, объявил его в розыск. Вице-губернатор Оде-де-Сион отвечал за поиски Мигурского в Саратовской губернии, лежавшей на одном из вероятных маршрутов бегства. В июне 1840 года по результатам предпринятых мер Карл Карлович уведомил Перовского об отсутствии «польского эмиссара» в своей губернии. В конечном итоге побег Мигурских провалился — оба были арестованы, осуждены и сосланы в Нерчинск, где Альбина умерла от туберкулёза. Винцентий всё же вернулся в Польшу, проведя в ссылке в общей сложности 28 лет. Трагическая история их семьи легла в основу рассказа Льва Николаевича Толстого «За что?», опубликованного в 1906 году.
В 1841 году губернатора Власова, который чем-то сильно разгневал Николая I, сменил статский советник Андрей Михайлович Фадеев. В том же году польская писательница Ева Фелинская поселилась на несколько лет в Саратове после сибирской ссылки, куда накануне она была отправлена за участие в подпольной организации Содружество польского народа. Несмотря на антиправительственную в прошлом деятельность, она была тепло принята семьёй вице-губернатора. В частности, Луиза Фёдоровна помогла ей обставить жилище мебелью из собственных запасов.
В августе 1842 года Сергей Дмитриевич Полторацкий был как свидетель допрошен под присягой следственной комиссией по делу о взаимных оскорблениях двух саратовских чиновников, неких Слепцова и Томилина, в ходе крупной ссоры за торжественным обедом. Конфликт, участники которого едва не дошли до рукоприкладства, произошёл из-за тоста в честь вице-губернатора Оде-де-Сиона, управлявшего в тот момент губернией.

#### Конфликт со Столыпиным

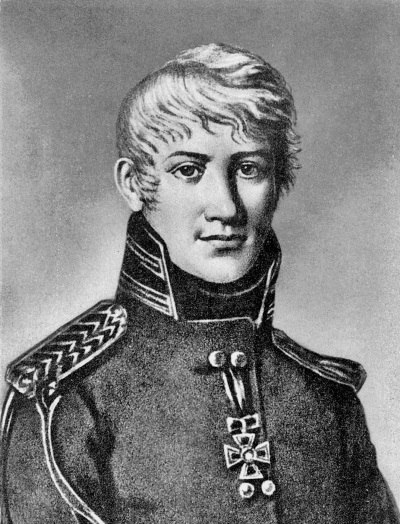
А. А. Столыпин, портрет 1800-х годов, неизвестный художник

Через месяц после прибытия Оде-де-Сиона в Саратов губернским предводителем дворянства был избран отставной артиллерийский штабс-капитан Афанасий Алексеевич Столыпин, тоже ветеран наполеоновских войн, двоюродный дед и опекун Михаила Юрьевича Лермонтова (считается, что именно он послужил прототипом «дяди», к которому обращается поэт в своём стихотворении «Бородино»). Богатый помещик и откупщик, Столыпин пользовался огромным уважением и влиянием в губернии, имел связи при дворе и множество приверженцев среди саратовского дворянства.
На первых порах между вице-губернатором и предводителем дворянства установились вполне дружеские отношения. Однако между январём и апрелем 1842 года, когда Фадеев был в отъезде по служебным делам, а Оде-де-Сион, замещая его, управлял губернией, между ним и Столыпиным вспыхнула ссора, сделавшая их непримиримыми врагами и вынудившая обоих вскоре покинуть Саратов. Началось с того, что предводитель дворянства решил воспользоваться удобным моментом и попросил Карла Карловича, в отсутствие губернатора, избавить от судебного преследования одного почтенного дворянина, но тот ему отказал. В то же самое время недавняя гибель Лермонтова на дуэли подхлестнула спрос на его произведения, чем решил воспользоваться саратовский книготорговец, купец 3-й гильдии Д. М. Вакуров. Он выпросил у Столыпина живописный портрет поэта, чтобы выставить в своей лавке и привлечь ещё больше покупателей. Это был не первый подобный случай — ранее Вакуров пытался аналогичным образом нажиться на смерти Александра Сергеевича Пушкина, выставляя в лавке его литографическое изображение, за что получил строгий выговор от тогдашнего губернского руководства. Узнав о новой «рекламной кампании», вице-губернатор вызвал купца к себе и отчитал так строго, что тот вскоре совсем забросил книжную торговлю. Столыпин, разозлённый предыдущим отказом, публично вступился за Вакурова, но вице-губернатор и тут не уступил. Тогда предводитель дворянства отправил губернатору заведомо ложный донос на Оде-де-Сиона и его супругу, обвиняя обоих в жестоком обращении с прислугой и воспитанницей. Фадеев, имевший собственные причины для неприязни к своему заместителю, инициировал секретное расследование, которое не выявило ничего, «кроме скупости и строгости Оде-де-Сионов, чисто немецкой».
Дело дошло до сенатора и министра внутренних дел Льва Алексеевича Перовского, влиятельного сановника, покровительствовавшего вице-губернатору ещё с тех пор, когда тот служил под его началом в Министерстве уделов. Однако и у губернатора с предводителем дворянства в Санкт-Петербурге имелось определённое влияние — началась настоящая война кляуз и доносов, зачастую совершенно нелепых. Например, Столыпин писал министру, «<…> что вице-губернаторша, страстная любительница собачек, погребает их по христианскому обряду в гробиках». В конечном итоге после того, как в декабре 1842 года Столыпин был переизбран губернским предводителем дворянства, император не утвердил его кандидатуру и запретил как «откупщику» впредь баллотироваться на эту должность. Такого удара по репутации Столыпин не вынес. Поссорившись ещё и с губернатором, он уехал за границу, а позже поселился в Москве. 

«…Удаление его произвело неприятное впечатление на общество <…> потеря такого предводителя составляла ощутительную утрату для города и его общественной жизни»— 
 Следом за Столыпиным местное дворянство, особенно его друзья и сторонники, возложило всю вину за отъезд своего любимца на Фадеева. Это только ухудшило положение в губернии Карла Карловича и его близких. Его сын Александр Карлович был вынужден перейти из канцелярии губернатора на службу в Саратовскую палату Министерства государственных имуществ, а сам Фадеев настоятельно требовал от министра Перовского отзыва вице-губернатора из Саратова. Кроме того, пострадала молодая воспитанница Оде-де-Сионов, чьё имя неизвестно. В конце 1842 года, в самый разгар ссоры со Столыпиным, к ней посватался один чиновник губернского строительного комитета. Как раз в этот момент министр Перовский вызвал вице-губернатора в столицу по поводу конфликта, и Карл Карлович пообещал жениху дать согласие на свадьбу после того, как переговорит с его родителями, жившими в Петербурге. Однако тот не стал дожидаться его возвращения и в феврале 1843 года поспешно и тайно обвенчался с другой девушкой. Карл Карлович, ничего не подозревая, сговорился в столице с родителями молодого человека и в марте прислал в Саратов своё запоздалое официальное согласие на свадьбу воспитанницы. По мнению мемуаристки Евы Фелинской, узнав о тайной женитьбе чиновника, Оде-де-Сион счёл подобное поведение столь оскорбительным, что, оставив должность вице-губернатора, немедленно забрал семью в Санкт-Петербург.

### Последние годы жизни
По возвращении из Саратова Оде-де-Сион с 1843 по 1849 год служил в должности чиновника по особым поручениям в Гофинтендантской конторе, после чего вышел в отставку. По свидетельству Отто Рудольфовича фон Фреймана, был писателем и занимался переводами с иностранных языков, однако какие-либо труды Карла Карловича в этой области ныне неизвестны. Последние годы его жизни были омрачены потерей близких: в 1853 году в результате тяжёлой болезни скончалась супруга Луиза Фёдоровна, а в мае 1857 года — их единственный сын Александр. Невестка, Анна Васильевна Оде-де-Сион (в девичестве Сарычева; 1821—1871), овдовев, вынуждена была из-за финансовых трудностей уехать вместе с детьми в своё родовое имение.
Покинутый всеми, Карл Карлович тщетно призывал переехать в Россию из Франции своего внучатого племянника барона Жозефа-Густава Оде (фр. le baron Joseph-Gustave Audé; 1831—1906), соблазняя его такими выгодами, как инвестиции в покупку дома в Санкт-Петербурге или облигации государственного железнодорожного займа, а также налоговыми льготами дворянства:

Налоги платить обязаны лишь купцы, промышленники и земледельцы; дворяне от них освобождены…
Оригинальный текст (фр.)Les négociants, fabricants et laboureurs seulement sont obligés à des impôts ; les nobles ne sont obligés à aucune redevance…
— Последнее письмо К. К. Оде-де-Сиона племяннику барону Жозефу-Густаву Оде, 6 ноября 1857 года, Санкт-Петербург.
Карл Карлович Оде-де-Сион умер 5 мая 1858 года, пережив сына на год, и был похоронен на Волковском лютеранском кладбище в Санкт-Петербурге в семейном склепе. В 1930-е годы склеп был разрушен. По семейному преданию, его мраморные плиты были использованы для отделки помещений Большого дома — нового здания ОГПУ-НКВД в Ленинграде. Местонахождение могил Оде-де-Сионов ныне неизвестно. Со смертью Карла Карловича контакты между российскими Оде-де-Сионами и савойскими Оде прервались окончательно.

## Личная жизнь, потомки
В начале 1816 года, находясь в составе русского оккупационного корпуса во Франции, женился на своей пятнадцатилетней кузине, которая в русском подданстве приняла имя Луиза Фёдоровна (в девичестве — Луиза-Генриетта-Вильгельмина Веттель нем. Louise-Henriette-Wilhelmine Wettel; 1800—1855). Там же, во Франции, 11 ноября 1816 года родился единственный сын Карла Карловича Александр (1816—1857), впоследствии статский советник, управляющий Ораниенбаумским дворцовым управлением. Кроме того, около 1842 года в семье Оде-де-Сион жила молодая воспитанница. Известна история с неудачным сватовством к ней некоего саратовского чиновника, оскорбительное своим легкомыслием поведение которого послужило одной из причин ухода Карла Карловича с поста вице-губернатора и возвращения в Санкт-Петербург. Ни имя, ни дальнейшая судьба самой девушки не известны.
Незадолго до своей смерти в 1837 году Карл Осипович Оде-де-Сион договорился в переписке со своим братом Жозефом Оде (фр. Joseph Audé; 1773—1838), жившим в Анси военным пенсионером, о выделении части наследства последнего Карлу Карловичу. Однако савойская родня воспротивилась этому и предприняла всё возможное, чтобы дядино состояние целиком досталось другому племяннику — барону Бенуа-Жаку Оде с сыном, Жозефом-Густавом. Карлу Карловичу после смерти дяди и отца в наследство достались лишь крупные долги последнего, возникшие из-за неудачных инвестиций в России, и подаренное когда-то Александром Васильевичем Суворовым имение с 75 крепостными в Псковской губернии. Со временем ему удалось рассчитаться с кредиторами, приобрести ещё 48 крестьян, деревянный дом в Санкт-Петербурге и даже дать сыну образование в Царскосельском лицее, но материальное положение Оде-де-Сионов так и оставалось не слишком хорошим. Несмотря на это, родственные чувства Карла Карловича возобладали над меркантильными интересами, и он продолжал до конца своих дней оживлённую переписку с проживавшими во Франции баронами Оде.
Вскоре после отъезда из Саратова Александр, единственный сын Карла Карловича, женился на Анне Васильевне Сарычевой, племяннице генерал-адъютанта Алексея Илларионовича Философова, который оказывал большую поддержку молодой семье и был крёстным отцом их восьми детей. Женой Философова была Анна Григорьевна, урождённая Столыпина (1815—1892), — она доводилась племянницей Афанасию Алексеевичу Столыпину, а сам генерал состоял с ним в близких родственно-дружеских отношениях. Однако повлияло ли каким-то образом это родство на былую вражду Столыпина с Оде-де-Сионами, неизвестно. Анна Васильевна Оде-де-Сион, рано овдовев, была вынуждена хлопотать о какой-либо должности, чтобы прокормить семью, дать детям образование и пристойное положение в обществе. В 1869 году ей удалось получить место начальницы Института благородных девиц в Оренбурге. Из внуков Карла Карловича наиболее известен (как прототип второстепенного персонажа романа Валентина Пикуля «Баязет») Василий Александрович Оде-де-Сион (1846—1883) — кадровый офицер, поручик, участник русско-турецкой войны 1877—1878 годов.

## Награды

### Российские
- 30 декабря 1812 года награждён орденом Св. Анны 4-й степени за контузию при Бородине;
- в конце декабря 1813 года, как участник боевых действий, был удостоен серебряной медали «В память Отечественной войны 1812 года»;
- в 1814 году за отличие при взятии Парижа награждён орденом Св. Владимира 4-й степени с бантом;
- медаль «За взятие Парижа»;
- высочайшее благоволение императора Александра I за «исправность и порядок во всех движениях войск» во время смотра и манёвра отдельного Литовского корпуса и войска Польского королевства под Брест-Литовском 16—26 сентября 1823 года;
- 22 августа 1830 года — пожалован знаком отличия за 15 лет беспорочной службы[1]; службу с 1812 по 1815 год власти отказывались считать беспорочной из-за подозрений по «делу Ружанского»[12];
- 24 сентября 1831 года — от лица государственного контролёра Алексея Захаровича Хитрово объявлена благодарность с утверждением в должности обер-контролёра за особый успех в ревизии счетов и производстве дел по Временной контрольной комиссии для ревизии счетов Морского ведомства;
- 10 февраля 1833 года — за отлично-усердную службу награждён орденом Св. Анны 2-й степени («Анна на шее»);
- 22 августа 1833 года — пожалован знаком отличия за 20 лет беспорочной службы, ровно через три года после получения предыдущего знака за 15 лет[1];
- 1839 год — императорская корона к ордену Св. Анны 2-й степени;
- 1841 год — знак отличия за 25 лет беспорочной службы[45].

### Иностранные
За отличие при взятии Парижа награждён:
- 9 мая 1814 года — высшим прусским военным орденом Pour le Mérite (с фр. — «За заслуги»)[67].
- 24 декабря 1814 года[К 11] — французским орденом Почётного легиона в звании кавалера[3].

25 мая 1830 года император Франц II пожаловал его золотой табакеркой с вензелевым изображением имени Его Величества за труды по демаркации границ между Россией и Австрией.